# 电枢控制直流电动机

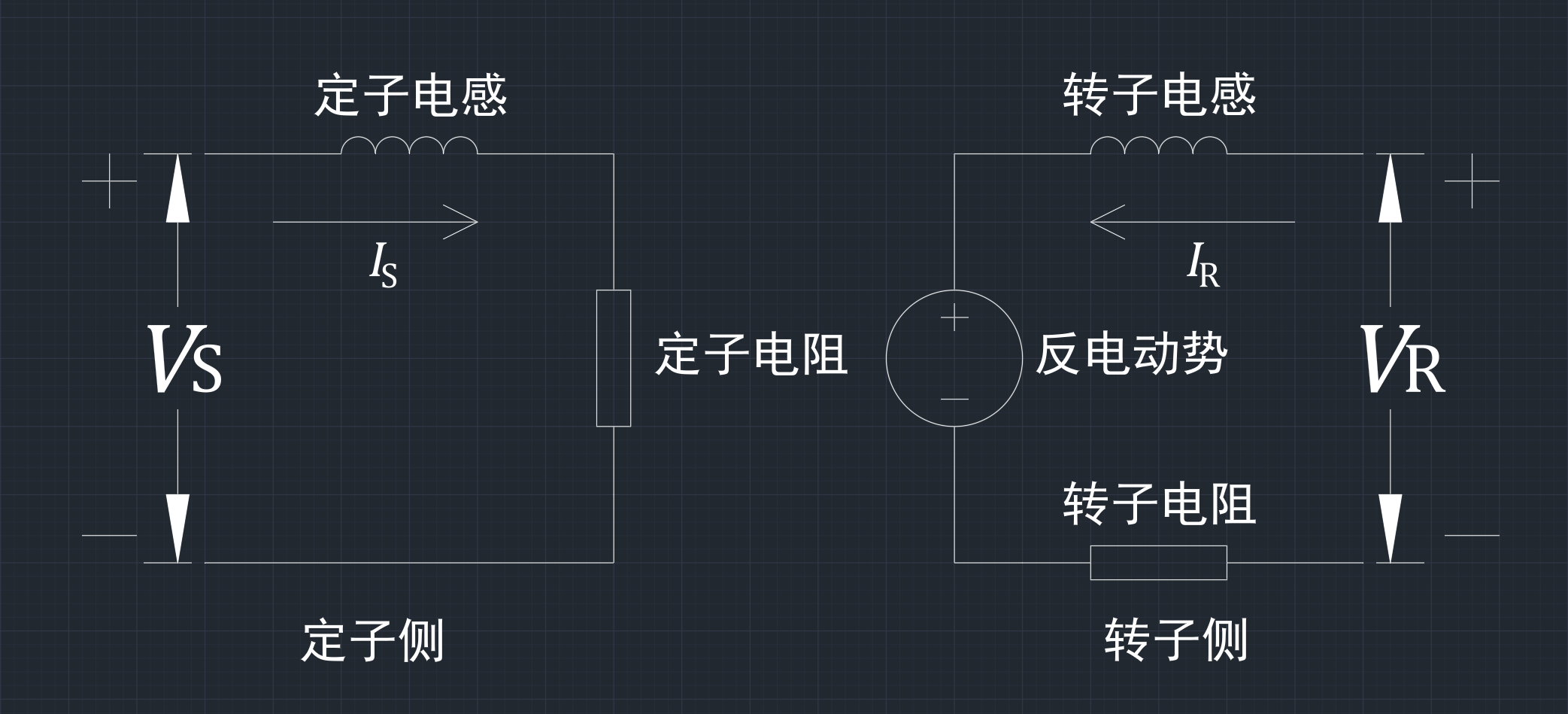
他励直流电动机基本结构原理图

电枢控制直流电动机（英語：Armature Controlled DC Motor）是一种仅使用轉子电枢线圈驱动的永磁体直流电动机，其定子是由永磁体提供磁場。
他励直流电动机和电枢控制直流电动机類似，但其定子是由磁場線圈提供磁場，且磁場電流和電樞電流可以獨立控制。

## 基本运行方式
电动机是一种将电能转换为机械能的机器，需要直流电源供电的电动机称为直流电动机。直流电动机被广泛应用于机器人、磁带机等控制领域。
他励直流电动机具有独立的磁場电路（定子）和电枢电路（轉子），适用于控制应用。控制他励直流电动机的两种方法分别是控制轉子電樞電流的电枢控制，和控制定子磁场電流的磁场控制。
直流电动机由转子和定子两部分组成。定子由磁场绕组组成，而转子（也称电枢）则由电枢绕组组成。当电枢和磁场绕组都由直流电源激励时，电流会流过绕组并产生与之成正比的磁通。当磁场磁通与电枢磁通相互作用时，转子就会受作用力转动。电枢控制是直流电动机最常见的控制技术，为了实现这种控制，定子磁通必须保持恒定。因此，要么保持定子电压不变，要么用永磁体取代定子线圈。在后一种情况下，电动机被称为永磁直流电动机，仅由电枢线圈驱动。

## 运行方程
通过将定子磁场的影响简化为只有磁通量（{\displaystyle \Phi }）和描述定子磁场对转子影响的一项（{\displaystyle K_{\phi }}）可以使电动机运行方程線性化。{\displaystyle K_{\phi }}不可能是常数，可能是关于{\displaystyle \Phi }的函数：
{\displaystyle T=K_{\phi }\Phi \mathrm {I} } （1）
其中{\displaystyle T}为电动机转矩，{\displaystyle I}为电枢电流。当磁场磁通恒定时，公式（1）变为
{\displaystyle T=K'\mathrm {I} } （2）
其中{\displaystyle K'=K_{\phi }\phi }，此时{\displaystyle \Phi }为常数。
此外，由于电动机具有负反馈结构，因此在稳定状态下，速度{\displaystyle \omega }与输入电压{\displaystyle V_{a}}成正比。
这两点，再加上永磁电动机的价格比标准直流电动机便宜（因为只需要绕制转子线圈），使得电枢控制电动机得到广泛应用。然而，这种控制方式也存在一些缺点，其中最主要的是在暫態时会产生大电流。例如，当启动初速度{\displaystyle \omega }为零时，受以下关系式支配的反向电动势（Back EMF）将为零：
{\displaystyle E_{b}=K_{\phi }\phi \omega } （3）
又因为电枢电流{\displaystyle I=\left({\frac {V-E_{b}}{R_{a}}}\right)}，
所以此时电枢电流会非常大，这将导致机器发热增加，并可能损坏隔热材料。

## 传递函数方程

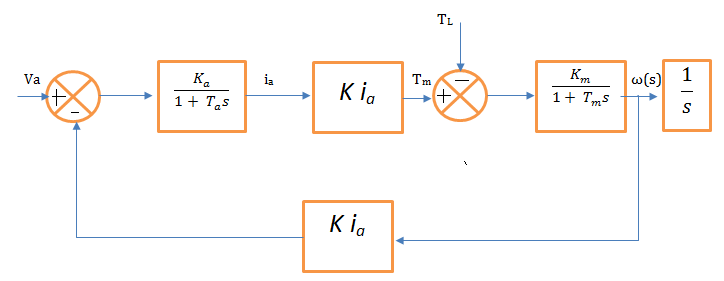
电枢控制他励直流电动机系统传递函数框图

传递函数基本方程：
{\displaystyle E_{b}=K_{\phi }\phi \omega }在复频域下为{\displaystyle E_{b}(s)=K_{\phi }\phi \omega (s)} （5）
{\displaystyle I=\left({\frac {V-E_{b}}{R_{a}}}\right)}在复频域下为{\displaystyle I(s)=\left({\frac {V(s)-E_{b}(s)}{R_{a}}}\right)} （6）
{\displaystyle T=K_{\phi }\Phi \mathrm {I} }在复频域下为{\displaystyle T(s)=K_{\phi }\Phi \mathrm {I} (s)} （7）
{\displaystyle T-T_{L}=J{d\omega  \over dt}+F\omega }在复频域下为{\displaystyle T(s)-T_{L}(s)=J{d\omega (s) \over dt}+F\omega (s)} （8）
其中：
- {\displaystyle K_{a}={1 \over R_{a}}}为转子增益
- {\displaystyle \tau _{a}={L \over R_{a}}}为电气时间常数
- {\displaystyle \mathrm {T} _{m}}为电动机转矩
- {\displaystyle K}为取决于磁通量的常数
- {\displaystyle K_{m}={1 \over F}}为机械增益
- {\displaystyle F}为黏度系数
- {\displaystyle \tau _{m}={J \over F}}为机械时间常数，其中{\displaystyle J}为负载的轉動慣量
- {\displaystyle \omega (s)}为产生的角速度

系统的传递矩阵可写成
{\displaystyle \omega (s)={\begin{bmatrix}W_{1}(s)&W_{2}(s)\end{bmatrix}}{\begin{bmatrix}V_{a}\\T_{L}(s)\end{bmatrix}}} （9）
其中：
- {\displaystyle W_{1}(s)={\frac {K_{a}K_{\phi }K_{m}\phi }{(1+\tau _{a}s)(1+\tau _{m}s)+K_{a}K_{m}(K_{\phi }\phi )^{2}}}} （10）
- {\displaystyle W_{2}(s)={\frac {K_{m}(1+\tau _{a}s)}{(1+\tau _{a}s)(1+\tau _{m}s)+K_{a}K_{m}(K_{\phi }\phi )^{2}}}} （11）[6]

## 调速方法及其应用
电枢控制直流电动机的调速方法有三种：电枢电阻控制法、电枢分流控制法、电枢端子电压控制法。

### 电枢电阻控制法

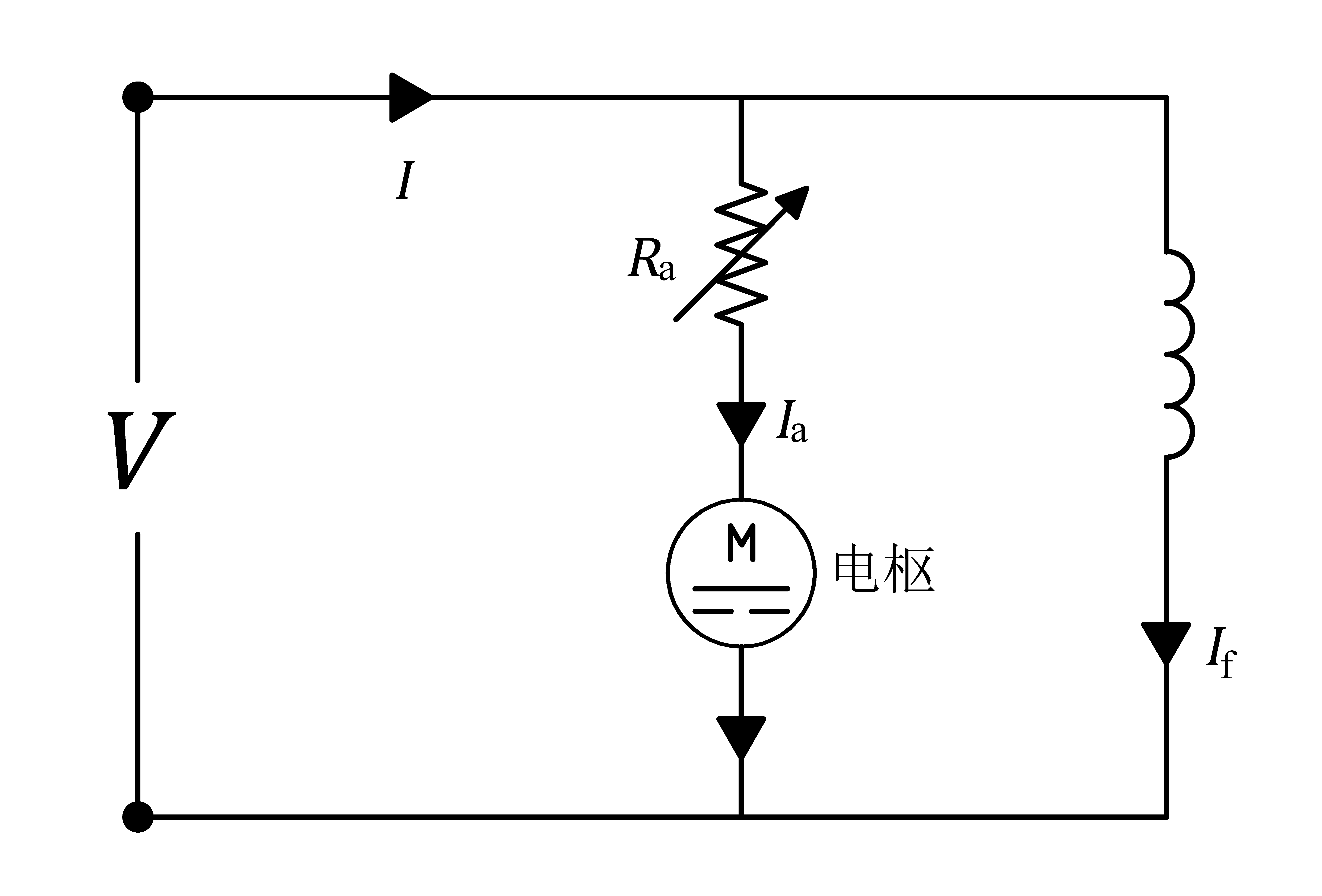
电枢电阻控制法原理图

如图所示，这种调速方法是在电动机电源上直接串联一个可调电阻。
由于这种调速方法在轻载条件下大多用于降低转速，故串联的可调电阻中的功率损耗可以忽略不计。在恒定转矩条件下，电枢电阻控制法最为经济，尤其适用于起重机、升降机、火车等的直流电动机（马达）。

### 电枢分流控制法

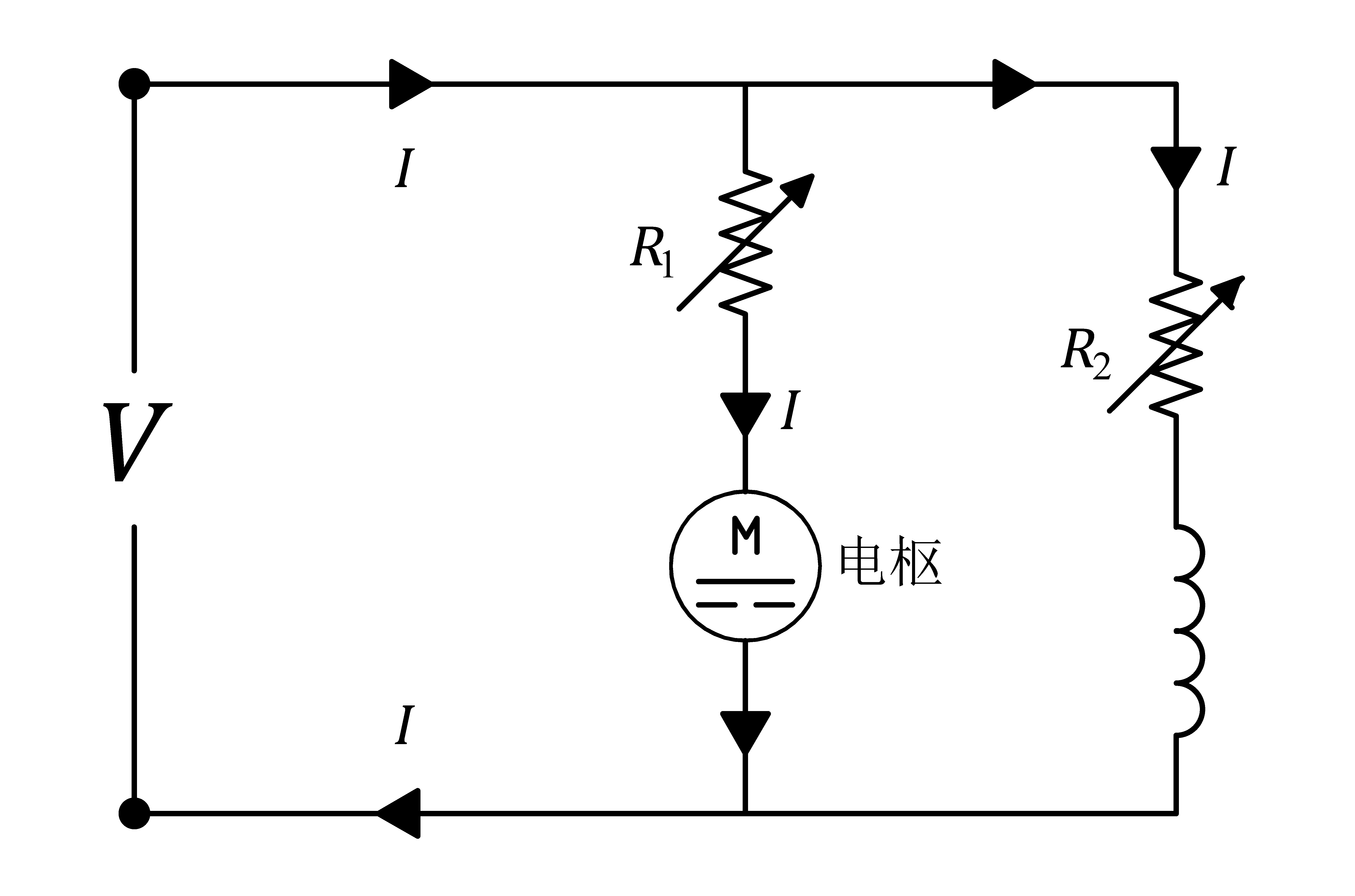
电枢分流控制法原理图

如图所示，这种调速方法是在电枢电阻控制法的基础上在电动机电源上并联一个可调的电枢分流电阻。
施加在电枢上的电压与流过电枢的激励电流可分别通过调节串联可调电阻{\displaystyle {R}_{1}}与电枢分流电阻{\displaystyle {R}_{2}}来改变。由于分流电阻的功率损耗相当大，故这种调速方法并不经济。在电枢分流控制下，调速更为灵敏，但始终低于正常速度。

### 电枢端电压控制法
直流电动机的调速也可通过使用外部可变电压源来实现，但这种方法成本较高，因此很少使用。